# Leo Woodall
Leo Vincent Woodall (ur. 14 września 1996 w Londynie) – brytyjski aktor.

## Życiorys
Leo Woodall urodził się 14 września 1996 roku w londyńskiej dzielnicy Shepherd's Bush. Jak sam twierdzi, jest spokrewniony z Maxine Elliott, amerykańską aktorką i biznesmenką.
Leo uczęszczał do Richmond Park Academy. Początkowo planował zajmować się zawodowo sportem, jednak po obejrzeniu serialu Peaky Blinders postanowił zająć się aktorstwem. W 2019 roku ukończył Arts Educational Schools w Chiswick ze stopniem Bachelor of Arts.

## Kariera
Leo Woodall wystąpił po raz pierwszy w telewizji w 2019 roku, występując w jednym odcinku serialu Szpital Holby City, który był emitowany przez stację BBC One. W tym samym roku został wybrany spośród 28 tysięcy zgłoszeń do obsady filmu Nomad. Film kręcono w ponad 20 krajach.
W 2021 roku wystąpił w swoim pierwszym filmie, którym był Cherry: Niewinność utracona. Rok później wystąpił w serialu Akademia wampirów. W tym samym roku otrzymał jedną z głównych ról w drugim sezonie serialu Biały Lotos. Leo wcielił się w rolę Jacka, chłopaka z Essex. Przygotowując się do tej roli, aktor przyjął akcent, którym posługiwał się jego bohater. W 2023 Woodall otrzymał rolę w serialu Amazon Prime pt. Citadel.
W 2024 roku Leo otrzymał główną rolę w serialu Netflixa pt. Jeden dzień, który jest adaptacją książki o tym samym tytule autorstwa Davida Nichollsa. Rola ta była przełomowa w jego karierze.
W 2025 roku otrzymał główną rolę w serialu Apple TV+ pt. Cel numer jeden. Woodall wystąpił również w filmie Bridget Jones: Szalejąc za facetem (film).

## Filmografia

### Filmy
| Rok  | Tytuł                                     | Tytuł oryginalny                 | Rola           | Źr.           |
| ---- | ----------------------------------------- | -------------------------------- | -------------- | ------------- |
| 2021 | Cherry: Niewinność utracona               | Cherry                           | Rodgers        | [ 7 ]         |
| 2025 | Bridget Jones: Szalejąc za facetem (film) | Bridget Jones: Mad About the Boy | Roxster McDuff | [ 14 ] [ 15 ] |

### Seriale
| Rok  | Tytuł              | Tytuł oryginalny | Rola           | Uwaga                              | Źr.    |
| ---- | ------------------ | ---------------- | -------------- | ---------------------------------- | ------ |
| 2019 | Szpital Holby City | Holby City       | Jake Reader    | Odcinek "Things My Mother Told Me" | [ 16 ] |
| 2022 | Akademia wampirów  | Vampire Academy  | Adrian Ivashov | 2 odcinki                          | [ 16 ] |
| 2022 | Biały Lotos        | The White Lotus  | Jack           | Główna rola, sezon 2               | [ 8 ]  |
| 2023 | Citadel            | Citadel          | Duke           | 2 odcinki                          | [ 10 ] |
| 2024 | Jeden dzień        | One Day          | Dexter Mayhew  | Główna rola, 14 odcinków           | [ 11 ] |
| 2025 | Cel numer jeden    | Prime Target     | Edward Brooks  | Główna rola                        | [ 13 ] |

## Nagrody i nominacje
| Rok  | Ceremonia                          | Kategoria                                                                         | Produkcja   | Rezultat  | Źr.    |
| ---- | ---------------------------------- | --------------------------------------------------------------------------------- | ----------- | --------- | ------ |
| 2023 | Nagroda Gildii Aktorów Ekranowych  | Nagroda Gildii Aktorów Ekranowych za wybitny występ aktora w serialu dramatycznym | Biały Lotos | Wygrana   | [ 16 ] |
| 2023 | International Online Cinema Awards | Best Ensemble in a Drama Series                                                   | Biały Lotos | Wygrana   | [ 16 ] |
| 2024 | International Online Cinema Awards | Best Actor in a Limited Series or TV Movies                                       | Jeden dzień | Wygrana   | [ 16 ] |
| 2024 | Digital Spy Reader Awards          | British Rising Star                                                               | Jeden dzień | Nominacja | [ 16 ] |